# Славное (Шахтёрский район)
Сла́вное (укр. Славне) — посёлок в Шахтёрском районе Донецкой области Украины. Под контролем самопровозглашённой Донецкой Народной Республики. Входит в Малоорловский сельский совет.

## География
В Донецкой области имеются два населённых пункта с названием Славное. Один в Шахтерском районе, а второй в Марьинском.
Асфальтированная дорога, ведущая в Славное Шахтерского района от трассы Т-1517, проходит сквозь живописные насаждения дуба и акации. Посёлок с юга, востока и запада окружён сельскохозяйственными полями, на которых выращиваются пшеница, кукуруза и подсолнечник. С северной стороны к посёлку примыкает балка, именуемая в народе «Пьяная», протяжённостью 3 км, переходящая в Волынцевское водохранилище. В окрестностях Славного произрастают многие редкие растения, занесённые в Красную книгу Украины, на северном склоне «Пьяной» балки находится целебный источник.

#### Соседние населённые пункты по странам света
С: Прибрежное, Булавинское
СВ: Камышатка, Ольховатка
СЗ: Еленовка
З: город Юнокоммунаровск, Дружное, город Енакиево
ЮЗ: город Ждановка, Шевченко (Розовский сельсовет)
Ю: Малоорловка, город Кировское
ЮВ: Шевченко (Малоорловский сельсовет), Новоорловка
В: —

## Население
Население посёлка по переписи 2001 года составляло 249 человек.

## Инфраструктура
Основную часть жилого массива посёлка составляет частный сектор. Славное имеет чёткую планировку, в основе которой — три параллельно расположенные улицы: Горького, Ленина и Партизанская, их пересекает переулок Зелёный. Посёлок полностью электрифицирован и оснащён центральным водопроводом, газификация отсутствует.
Ближайшее к Славному промышленное предприятие — угольная шахта «Полтавская» (ПО «Орджоникидзеуголь»), на данный момент неработающая. Средняя школа № 11 города Енакиево находится в километре от посёлка.